# Kožozero
Kožozero (rus. Кожозеро) je slatkovodno jezero koje se nalazi na jugu Onežskog rajona Arhangelske oblasti u Rusiji. To je jedno od najvećih jezera u Arhangelskoj oblasti i najveće u Onežskom rajonu. Površina jezera je 97.4 km2, s površinom porječja od 2560 km2. Jezero Kožozero je izvor rijeke Koža, koja je lijevi pritok Onege i stoga pripada slivu Bijelog mora. Jezero se nalazi u udaljenom području i nije povezano s vanjskim svijetom nikakvim cjelogodišnjim cestama. Značajno je kao lokacija Kožeozerskog samostana, poznatog od 1560. godine.
Slijev jezera Kožozero obuhvaća područja na jugu Onežskog rajona, kao i na sjeverozapadu Plesetskog rajona, također u Arhangelskoj oblasti.
Jezero je izduženo od sjeverozapada prema jugoistoku, a otprilike u sredini ga na dva dijela presijeca poluotok na istočnoj obali. Kožeozerski samostan nalazi se na vratu poluotoka. Rijeka Koža izvire iz sjevernog dijela jezera. Jezero Kožozero je najveće iz sustava povezanih slatkovodnih jezera, kojem se još pridružuju jezero Vingozero na sjeverozapadu i jezero Kurusskoje na istoku.
Poluotok je izvorno bio otok, poznat kao Kožeostrov. Nikon, budući moskovski patrijarh i reformator Ruske pravoslavne crkve, bio je iguman samostana od 1643. do 1646. godine. Za vrijeme njegova mandata, otok je branom spojen s obalom i postao poluotok. Samostan je zatvoren 1918. godine, a neko vrijeme u njegovim su ruševinama živjeli preseljeni seljaci. Ovo naselje je bilo poznato kao Kožposjolok. Godine 1954. Kožposjolok je napušten, a samostan je ponovno naseljen 1997. i posvećen 1999. Na jezeru Kožozero nema drugih naselja.